# Molgula mollis
Molgula mollis is een zakpijpensoort uit de familie van de Molgulidae. De wetenschappelijke naam van de soort is voor het eerst geldig gepubliceerd in 1899 door Herdman.